# 미즈구치 데쓰야
미즈구치 데쓰야(일본어: 水口 哲也, 1965년 ~)는 일본의 비디오 게임 디자이너이며, 비디오 게임 제작 회사인 Q 엔터테인먼트의 창립자이자, 대표이사이다. 또한 그는 일본의 일렉트로니카 밴드인 겐키 로케츠의 멤버이다.

## 같이 보기
- 세가
- Q 엔터테인먼트
- 겐키 로케츠